# 맥케나 롱 & 알드리지
맥케나 롱 & 알드리지(McKenna Long & Aldridge)은 미국계 다국적 국제법, 공공정책, 통상전문 로펌이다. 약 575명의 변호사와 고문을 보유하고 13개의 사무소를 운영하고 있다. 

## 참고 문헌
- 법무부, 외국로펌 설립인가…모두 16곳 2013.03.05 뉴스1